# Trabea cazorla
Trabea cazorla là một loài nhện trong họ Lycosidae.
Loài này thuộc chi Trabea. Trabea cazorla được Snazell miêu tả năm 1983.